# (780) Armenia

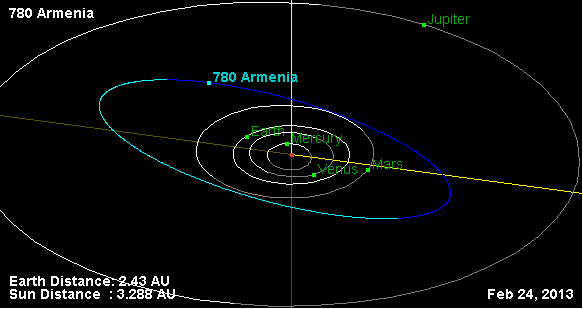
Der Asteroid (780) Armenia in seinem Orbit

(780) Armenia ist ein Asteroid des Hauptgürtels, der am 25. Januar 1914 vom russischen Astronomen Grigori Nikolajewitsch Neuimin in Simejis entdeckt wurde.
Der Asteroid ist nach dem Land Armenien benannt.